# Das Geheimnis von Kells
Das Geheimnis von Kells (Originaltitel: The Secret of Kells) ist ein irisch-französisch-belgischer Animationsfilm aus dem Jahr 2009. Die Premiere fand am 8. Februar 2009 bei den Internationalen Filmfestspielen Berlin (Berlinale) statt.

## Inhalt
Die abgeschiedene Abtei Kells im Irland des 8. Jahrhunderts ist ein altes, von Mauern umgebenes Kloster. Dies ist die Heimat des 12-jährigen Brendan, dessen Onkel Cellach Abt des Klosters ist. Der Abt ist besessen vom Bau eines mächtigen Schutzwalls, um sein Kloster vor plündernden Wikingern zu schützen. Eines Tages trifft der berühmte Buchmaler Aidan mit seiner Katze Pangur Bán ein, mit dem unvollendeten Buch von Iona. Um Aidan bei der Vollendung des Buches zu helfen, muss Brendan im Wald Pflanzengalle für die Tinte suchen. Der Wald wurde ihm eigentlich von seinem Onkel verboten, doch Brendan geht dennoch. Dort trifft er den Waldgeist Aisling, die ihm bei seiner Aufgabe hilft. Als Cellach davon erfährt, verbietet er Brendan das Kloster nochmals zu verlassen.
Doch Brendan hilft weiter Aidan bei seiner Arbeit. Dieser kann das Buch nicht vollenden, weil ihm das Auge von Columban von Iona, eine besondere Linse, fehlt. Diese bekam sein Vorgänger einst vom Gott Cromm Cruach, und so macht sich Brendan wieder auf in den Wald, um ein neues Auge zu erhalten. Jedoch wird er entdeckt, zu Cellach gebracht und schließlich für seinen Ungehorsam eingesperrt. Pangur Bán will ihm helfen und holt Aisling aus dem Wald; gemeinsam befreien sie Brendan. Doch Aisling rät ihm ab, den Gott zu besuchen, da dieser bereits viele ihrer Art getötet hat und auch sie beide töten könnte. Weil das neue Auge aber für die Fertigstellung des Buches nötig ist, willigt sie schließlich ein. Als sie Cromm Cruach erreichen, muss Brendan gegen ihn kämpfen und kann ihn mit List besiegen. Die zunächst totgeglaubte Aisling überlebt, aber verschwindet, und Brendan kehrt mit dem neuen Auge zum Kloster zurück.
Bald aber wird das Kloster von den Wikingern überfallen. Aidan und Brendan können fliehen, werden aber im Wald von den Wikingern gestellt. In diesem Moment kommt ihnen Aisling zu Hilfe, in der Gestalt eines weißen Wolfes und mit schwarzen Wölfen in ihrem Gefolge. Sie töten die Wikinger und verschwinden daraufhin wieder im Wald. Gemeinsam reisen die beiden Mönche nun durch das Land, um das Buch fertigzustellen. Nach dem Tod Aidans übernimmt Brendan diese Aufgabe ganz. Als Erwachsener kehrt er nach Kells zurück und kann dem gealterten Cellach das nun vollendete Buch von Kells zeigen.

## Produktion und Veröffentlichung
Die Entwicklung des Films begann 1999. Die Geschichte, das Drehbuch wurde von Fabrice Ziolkowski geschrieben, und der Stil sind inspiriert vom Book of Kells, einer frühirischen Bilderhandschrift und eines der überragendsten Beispiele der insularen Buchmalerei, sowie Teilen der vorchristlichen keltischen Mythologie, darunter Cromm Cruach. Auch stilistisch ist Das Geheimnis von Kells von irischen Malereien beeinflusst. Die künstlerische Leitung lag bei Ross Stewart.
Unter der Regie von Tomm Moore und Nora Twomey wurde der Film bei Les Armateurs, Vivi Film, Cartoon Saloon und France 2 Cinéma produziert. Das und als Produzenten waren Paul Young, Didier Brunner und Vivian Van Fleteren verantwortlich. Die Musik komponierte Bruno Coulais. Der Film hatte ein Budget von etwa 8 Mio. US-Dollar.
Premiere des Films war am 30. Januar 2009 auf dem Gérardmer Film Festival in Frankreich. Auch auf der am 8. Februar 2009 folgenden Berlinale wurde der Film im Original mit deutschen Untertiteln gezeigt, damals noch unter dem Titel Brendan and the Secret of Kells (Brendan und das Geheimnis von Kells). Am 11. Februar 2009 war Kinopremiere in Frankreich und Belgien. Vorführungen bei vielen weiteren Festivals folgten sowie Kinoveröffentlichungen in Irland, den Niederlanden, den Vereinigten Staaten, Spanien, Slowenien und Dänemark. 2012 kam die deutsche Fassung bei Ascot Elite Home Entertainment auf DVD heraus und bekam den Titel Das Geheimnis von Kells.

## Synchronisation
Die deutschen Synchronarbeiten fanden bei der Think Global Media GmbH in Berlin statt. Rainer Gerlach, der auch die Sprechrolle des Bruder Square übernahm, schrieb das Dialogbuch und führte die Dialogregie.
| Rolle                   | Englische Sprecher | Deutsche Sprecher |
| ----------------------- | ------------------ | ----------------- |
| Brendan                 | Evan McGuire       | David Kunze       |
| Aisling                 | Christen Mooney    | Cathlen Gawlich   |
| Abt Cellach             | Brendan Gleeson    | Gerald Paradies   |
| Aidan                   | Mick Lally         | Uli Krohm         |
| Brother Tang / Leonardo | Liam Hourican      | Chiaki Ikuta      |
| Bruder Assoua           | Paul Tylak         | Martin Issa       |
| Bruder Square           | Paul Young         | Rainer Gerlach    |
| erwachsener Brendan     | Michael McGrath    | Julius Jellinek   |

## Rezeption
Der Film wurde 2010 für den Oscar in der Kategorie bester animierter Spielfilm nominiert. 2009 bereits gab es eine Nominierung für den Europäischen Filmpreis, Kategorie bester Animationsfilm. An den Kinokassen spielte der Film insgesamt 700.000 US-Dollar ein.
Die Variety lobt den erfrischenden Stil des Films, der an ältere Animationsfilme erinnere, auch die künstlerischen Einflüsse aus Irland seien gut eingearbeitet. Trotz der recht einfach, flachen Darstellungen, ohne Raumtiefe, sei der Film auf einem hohen handwerklichen Niveau. Besonders für Kinder bis zehn Jahre sei die Geschichte geeignet, trotz einiger durchaus gruseliger Szenen, aber auch für deren Eltern unterhaltsam. The Seattle Times schreibt von einer „atemberaubenden Mischung aus Keltischer Mythologie und kreativer Animation.“ Die Bilder, teils aufwändig und episch, zeigten eine ähnlich durchaus schon bekannte Geschichte auf erfrischend neue Weise. Animation World Network bezeichnet das Werk als „wundervolles Film-Experiment“ mit einer Art modernem keltischen Stil und einer gut erzählten, herzerwärmenden wie aufregenden Geschichte. Das Filmportal film-rezensionen.de schloss mit dem Fazit, Das Geheimnis von Kells sei "ein Beispiel dafür, dass Europa nach wie vor wunderschöne Zeichentrickfilme auf die Beine stellt – wenn man es lässt."